# Daimonji
Daimonji (jap. 大文字) ist ein japanisches Progressive-Rock-Trio, dessen Musik der Stilrichtung Zeuhl zugerechnet wird. Im Unterschied zu anderen Zeuhl-Bands ist Daimonjis Musik komplett improvisiert.
Die Band gab 2002 ihr erstes Konzert – noch unter dem Namen „Improg“. 2003 wurde der Bandname zu Daimonji geändert, und ihr Debütalbum mit Aufnahmen vom ersten Auftritt erhielt den Titel Improg.
Schlagzeuger Tatsuya Yoshida, Inhaber des Labels Magaibutsu, gründete die Band Ruins und ist unter anderem auch bei Koenjihyakkei und Korekyojinn aktiv. Bassist Mitsuro Nasuno war Mitglied der Jazzcore-Band Ground Zero und ist ebenfalls Mitglied von Korekyojinn; Keyboarder Hoppy Kamiyama betreibt auch das Label God Mountain.

## Rezeption
François Couture von Allmusic bewertete das Debütalbum Improg mit 4 von 5 Sternen, auf den Babyblauen Seiten wurde Improg mit 10,5 von 15, die beiden Folgealben mit 11 von 15 Punkten bewertet.

## Diskografie
- 2003: Improg (Musea/Poseidon)
- 2005: Into a blind alley (God Mountain)
- 2006: I’m getting sentimental over you (Tone Industria)